# Ade Akinbiyi
Adeola Oluwatoyin „Ade“ Akinbiyi (* 10. Oktober 1974 in Hackney) ist ein in England geborener nigerianischer ehemaliger Fußballspieler und heutiger -Trainer. Als körperlich robuster und antrittschneller Mittelstürmer stand er im Verlauf seiner Laufbahn bei mehr als einem Dutzend verschiedener Klubs unter Vertrag und war hier zumeist bei unterklassigen Profivereinen erfolgreich. Sein letztes Engagement war für den Viertligisten Notts County, das nach Abschluss der Saison 2009/10 mit seiner Freistellung endete. Im November 1999 bestritt er gegen Griechenland ein einziges A-Länderspiel für Nigeria.

## Karriere

### Vereine

#### Norwich City (1993–1997)
Der im Londoner Osten geborene und kräftig gebaute Akinbiyi begann seine fußballerische Laufbahn in den Jugendmannschaften von Norwich City, wenngleich ihm auch Offerten vom größeren Vereinen wie dem FC Arsenal vorgelegen hatten. Die Profikarriere begann dennoch hoffnungsvoll, zumal Norwich zu Beginn der 1990er-Jahre über eine leistungsfähige Mannschaft in der obersten englischen Liga verfügte und in der Saison 1993/94 sogar im UEFA-Pokal spielte. Hier debütierte der junge Mittelstürmer im November 1993 im Zweitrundenrückspiel gegen den hohen Favoriten FC Bayern München und half beim 1:1 mit dabei, dass die „Kanarienvögel“ überraschend die nächste Runde erreichten. Der Durchbruch im „sportlichen Alltag“ blieb ihm jedoch in Norwich verwehrt, was vor allem an seiner mangelhaften Torquote auf höchstem Niveau lag. Gute Leistungen blieben zumeist auf die Reservemannschaft beschränkt und nur während der Leihphasen bei den unterklassigen Hereford United (Januar bis Mai 1994) sowie Brighton & Hove Albion (November 1994 bis Mai 1995) kam er in der vierten bzw. dritten Liga zu etwas mehr Spielpraxis. Die Bilanz von nur drei Toren bei 49 Ligaauftritten bis zum Ende des Jahres 1996 waren für Norwich City insgesamt zu wenig und so wechselte er für 250.000 Pfund zum Drittligisten FC Gillingham, das damals von Tony Pulis trainiert wurde.

#### Sportlicher Durchbruch (1997–2000)
Als neuer „Hoffnungsträger“ in Kent schlug der Linksfuß auf Anhieb ein. Gleich bei seinem Heimdebüt gegen Plymouth Argyle erzielte Akinbiyi das erste Tor und in der Saison 1997/98 avancierte die Neuerwerbung zum Toptorjäger. Im Oktober 1997 traf er in fünf aufeinander folgenden Partien; dazu kamen im März 1998 zwei Tore zum 2:0-Sieg gegen den FC Fulham für die „Gills“, die sich plötzlich im erweiterten Kreis der Aufstiegsaspiranten befanden – zuvor war von einer Millionenofferte des Fulham-Trainers Ray Wilkins berichtet worden. Beide Mannschaften verfehlten schließlich den Aufstieg und so wechselte der ehrgeizige Akinbiyi nach 21 Saisontoren im Sommer 1998 zum Zweitligisten Bristol City. Die Ablösesumme betrug 1,2 Millionen Pfund, wobei 95.000 Pfund aufgrund einer Weiterverkaufsklausel an den Ex-Klub aus Norwich gezahlt werden mussten.
Die Umstellung auf die zweithöchste Spielklasse gelang Akinbiyi problemlos. Er schoss 19 Tore in 44 Ligaspielen, was vor allem deswegen bemerkenswert war, weil er sich zum einen mit hoher Laufbereitschaft häufig in den Dienst der Mannschaft stellte und zum anderen der Klub als Tabellenletzter in 46 Partien insgesamt nur 57 Treffer erzielte. Befürchtungen kamen auf, dass Akinbiyi den Verein bereits nach einem Jahr wieder verlassen würde, zumal zahlreiche Interessenten eine hohe Ablösesumme in Aussicht stellten. Der Zuschlag ging im September 1999 an die Wolverhampton Wanderers, die 3,5 Millionen Pfund aus dem Verkaufserlös von Robbie Keane – der wiederum für 5,5 Millionen Pfund zu Coventry City gewechselt war – reinvestierten und mit ihm als neuem „Stoßstürmer“ den Aufstieg in die Premier League anpeilten.
Bei den „Wolves“ kam Akinbiyi zunächst nur schwer in Fahrt, setzte dann aber mit seinem ersten Treffer im vierten Spiel eine Serie von vier Partien mit Torerfolgen in Gang und schoss im November alle drei Tore zum 3:0-Sieg gegen Grimsby Town. Im Februar 2000 handelte er sich nebst einer Geldstrafe eine Sperre von drei Spielen ein, nachdem er Tony Vaughan von Nottingham Forest mit einem Kopfstoß versetzt hatte. Die Zeit in Wolverhampton kam dann jedoch aus anderen Gründen zu einem vorzeitigen Ende. Der Klub hatte den Aufstieg verpasst und finanzielle Engpässe legten einen Weiterverkauf von Akinbiyi nahe. Aus dem Bieterwettbewerb ging Leicester City als Gewinner hervor, wobei die „Füchse“ die anfängliche Offerte in Höhe von 4,5 Millionen Pfund im Juli 2000 noch auf fünf Millionen Pfund aufstockten.

#### Karriereknick in Leicester, Wendepunkt in Stoke (2000–2005)
Die hohe Transfersumme stellte für Akinbiyi von Beginn an eine schwere Bürde dar und den Erwartungen, den zum FC Liverpool abgewanderten Emile Heskey ersetzen zu können, wurde er unter dem ehemaligen englischen Nationaltrainer Peter Taylor nie gerecht. Nur zwei Tore in den ersten 17 Pflichtspielen standen ebenso zu Buche wie das frühe Aus im UEFA-Pokal gegen Roter Stern Belgrad. Das eigene Publikum zeigte sich unzufrieden und die Unmutsbekundungen über die schlechten Mannschaftsleistungen, die am Ende der Saison 2001/02 mit dem Abstieg in die Zweitklassigkeit ihren Tiefpunkt fanden, trafen Akinbiyi in besonderem Maße. Bereits zu Jahresbeginn 2002 war man zu dem Entschluss gekommen, das gegenseitige Missverständnis zu beenden. Bereits im September 2001 hatten die Wolverhampton Wanderers einen Versuch unternommen, den Ex-Spieler unter Berücksichtigung eines Abschlags für nur noch 3,2 Millionen Pfund zurückzunehmen, was wiederum Taylor als beleidigend abgelehnt hatte. Taylors Nachfolger Dave Bassett äußerte anschließend seine Bereitschaft zum Verkauf, woraufhin die Wolves jedoch nur noch zu einem Leihgeschäft bereit waren. Immer mehr kristallisierte sich zu Jahresbeginn 2002 Crystal Palace als Hauptinteressent heraus und so kehrte Akinbiyi für 2,2 Millionen Pfund nach London zurück.
Auch bei Crystal Palace durchlief Akinbiyi eine schwierige Zeit und nachdem er in der ausgehenden Saison 2001/02 noch 14 Ligaspiele für Palace absolviert hatte, sorgte eine schwere Verletzung für eine lange Pause. Erst am Boxing Day des Jahres 2002 lief er erstmals in der Saison 2002/03 für den Zweitligisten auf und Trainer Trevor Francis ließ im März 2003 durchblicken, dass er gedenke, Akinbiyi auszuleihen. Knapp einen Monat später fand sich mit Stoke City ein interessierter Verein, wo wiederum Tony Pulis mittlerweile das Traineramt ausübte. Nach vier Spielen und zwei Toren – die beide zu knappen Siegen führten – kehrte er zu Crystal Palace zurück, wo ihn jedoch der neue Trainer Steve Kember in die Reservemannschaft degradierte und später nach dem Transfer von Dean Holdsworth und Neil Shipperley mittels Transferliste offiziell zum Verkauf anbot. Als Problem für einen Vereinswechsel stellten sich zunächst die hohen Gehaltsforderungen heraus – Akinbiyi war nur bedingt bereit, seinen lukrativen Vertrag mit Crystal Palace zu beenden und für deutlich weniger Geld an anderer Stelle zu spielen. Im September 2003 kam dann aber der ablösefreie Transfer zu Stoke City zustande.
Unter seinem Ex-Trainer Pulis fand Akinbiyi – zumeist als alleinige Sturmspitze – zu alter Stärke zurück, war gemeinsam mit Gifton Noel-Williams mit zehn Ligatoren treffsicherster Schütze seiner Mannschaft und gewann die vereinsinterne Auszeichnung zum besten Spieler der abgelaufenen Saison. Auch zu Beginn der Saison 2004/05 war Akinbiyi wieder „Topscorer“ der „Potters“, bevor sich zu Beginn des Jahres 2005 Wechselgerüchte mehrten. Dabei schien im Januar 2005 bereits Einigkeit über einen Transfer zu Sheffield United erzielt worden zu sein, bevor dann Ende Februar 2005 der Wechsel für 600.000 Pfund zum FC Burnley und die Unterzeichnung eines Vertrags über 3½ Jahre bekannt gegeben wurde.

#### Burnley & Sheffield (2005–2009)
Sein Einstand am 4. März 2005 gegen den AFC Sunderland (0:2) war spektakulär. Nur knapp drei Minuten nach seiner Einwechslung kurz vor Ende wurde er nach einer Tätlichkeit vom Platz gestellt und anschließend mit einer Sperre von drei Partien belegt. Nach seiner Rückkehr spielte er sich in der neuen Saison 2005/06 in eine gute Form, wobei speziell seine drei Tore zum 3:2-Sieg gegen Luton Town größere Aufmerksamkeit erregten, zumal sein Team über 50 Minuten in Unterzahl und dazu mit einem Feldspieler im eigenen Tor agiert hatte. Damit war er wieder schlagartig im Fokus finanzkräftiger Vereine und so sicherte sich Trainer Neil Warnock vom Zweitligakonkurrenten und Aufstiegsanwärter Sheffield United für 1,75 Millionen Akinbiyis Dienste.
Sheffield gelang 2006 der direkte Aufstieg in die Premier League. Dort waren Akinbiyis Chancen jedoch begrenzt; Warnock bevorzugte Rob Hulse und Danny Webber auf den Stürmerpositionen. Nach nur drei Erstligaeinsätzen in der ersten Hälfte der Saison 2006/07 kehrte er zum FC Burnley zurück. Er unterschrieb einen neuen Kontakt über 2½ Jahre und die Ablösesumme betrug nur noch 750.000 Pfund. Als Publikumsliebling kam Akinbiyi hier zwar weiter zu Einsätzen, rutschte aber kontinuierlich in der „Hackordnung“ nach hinten. Dies äußerte sich darin, dass er nur 30 mal bis März 2009 in einem Ligaspiel Teil der Startelf war – dazu kamen 40 Meisterschaftspartien als „Joker“. Besonders in der Aufstiegssaison 2008/09 zeigten sich seine Perspektiven sehr eingeschränkt und so wagte er den Sprung in die nordamerikanische Major League Soccer zu Houston Dynamo. Kurzfristige Leihofferten des FC Blackpool und der Doncaster Rovers hatte er kurz zuvor noch ausgeschlagen.

#### Letzte Karrierestationen (2009–2010)
Nach seiner Vertragsunterschrift im April 2009 lief Akinbiyi in 14 Ligapartien für Houston auf, bevor er im August 2009 den Verein wieder verließ. Dabei machte er im Rahmen der Salaray-Cap-Regelungen Platz für den mexikanischen Stürmer Luis Ángel Landín.
Im Oktober 2009 verpflichtete ihn der englische Viertligist Notts County. Dort war man mit Hilfe arabischer Eigentümer zu neuem Geld gekommen und ging mit Ex-Nationaltrainer Sven-Göran Eriksson als technischem Direktor auf Einkaufstour. Zwar arbeitete Akinbiyi wieder mit Steve Cotterill – wie bereits in Burnley – zusammen, aber dass dies keine Stammplatzgarantie bedeutete, zeigte sich schnell. Die Saison 2009/10 endete mit nur einem einzigen Auftritt in der Startelf und seiner Freistellung.
Am 25. Juli 2013 verkündete er sein Comeback und unterschrieb als spielender Co-Trainer beim walisischen Verein Colwyn Bay FC.

### Nationalmannschaft
Nach guten Leistungen für die Wolverhampton Wanderers debütierte Akinbiyi – dessen Elternteile beide aus Nigeria stammten – am 13. November 1999 für die nigerianische A-Nationalmannschaft gegen Griechenland. Die Partie endete mit einer 0:2-Niederlage. Anschließende Planspiele für eine Teilnahme an der Afrikameisterschaft im Winter 2000 zerschlugen sich ebenso wie zwei Jahre später. Großes Interesse bekundete Akinbiyi in Bezug auf die WM 2002 in Japan und Südkorea, bei der Nigeria in eine Vorrundengruppe mit England gelost wurde. Aber auch dieses Bestreben war vergeblich und Trainer Adegboye Onigbinde verzichtete auf ihn bei der Kadernominierung. So blieb das Länderspiel aus dem Jahr 1999 sein einziges für die „Super Eagles“.